# Mudas - Museu de Arte Contemporânea da Madeira
O MUDAS. Museu de Arte Contemporânea da Madeira é um museu na Madeira, em Portugal. Foi inaugurado no dia 8 de outubro de 2015 e resulta da transferência da coleção do antigo Museu de Arte Contemporânea do Funchal, sediado na Fortaleza de São Tiago, para o Centro das Artes - Casa das Mudas, na Calheta.
A coleção, com importantes obras de arte dos anos 1960, foi sobretudo enriquecida ao longo da década de 1990, sendo hoje um conjunto de produção artística portuguesa de referência nacional.
Entre os artistas de referência presentes na coleção constam António Areal, Helena Almeida, José Escada, Manuel Baptista, Nuno de Siqueira e Artur Rosa, Gäetan, Fernando Calhau, Rui Sanches, Rui Chafes, Pedro Calapez, Pedro Casqueiro, Pedro Portugal, José Pedro Croft, Martim Brion, Michael Biberstein, Ilda David, Sofia Areal, Álvaro Lapa, Ana Hatherly, Pedro Gomes, Joana Vasconcelos, Manuel Rosa, Ângelo de Sousa, António Palolo, Eduardo Batarda, José Loureiro, Miguel Branco, Jorge Molder, Graça Pereira Coutinho, Albuquerque Mendes, Pedro Cabrita Reis, entre muitos outros.

## História

### Museu de Arte Contemporânea do Funchal

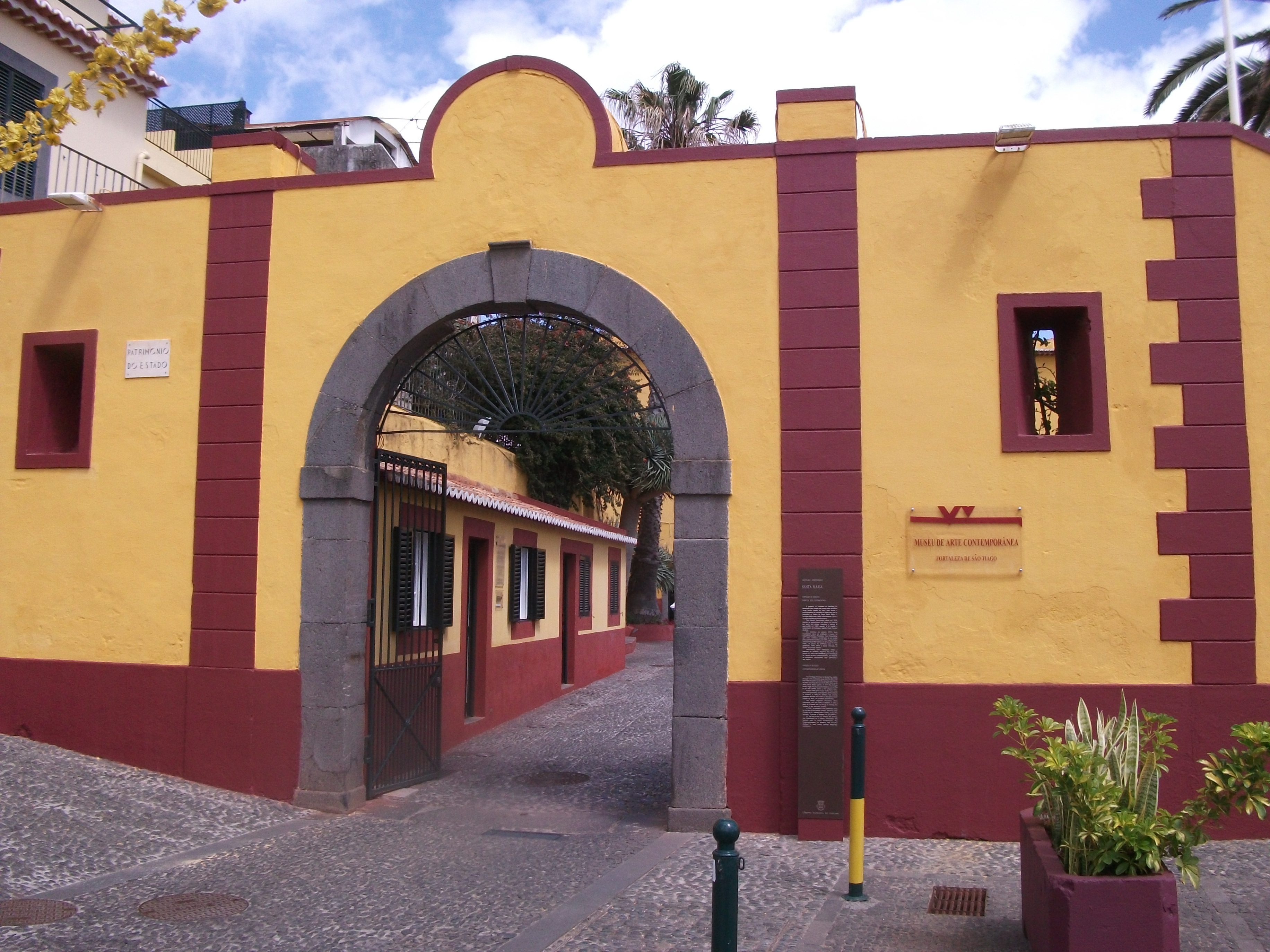
Antiga localização do MACFunchal, na Fortaleza de São Tiago

A coleção de arte contemporânea tem as suas origens no Prémio de Artes Plásticas da Cidade do Funchal, iniciativa organizada em 1966 e 1967 pela Delegação de Turismo da Madeira, a Junta Geral do Distrito Autónomo do Funchal e a Sociedade Nacional de Belas Artes.
A partir de 1986, uma seleção de obras esteve exposta na Quinta Magnólia, como Núcleo de Arte Contemporânea da Museu Quinta das Cruzes. Em 1992, foi criado o Museu de Arte Contemporânea, ou MACFunchal, na Fortaleza de São Tiago, no Funchal.

### Centro das Artes - Casa das Mudas
Em 2004, foi inaugurado na Calheta o Centro das Artes - Casa das Mudas, projeto do premiado arquiteto madeirense Paulo David. Nos seus quinze anos de vida, a Casa das Mudas realizou várias exposições temporários, assim como uma programação variada no seu auditório.
Com a passagem da coleção da Fortaleza de São Tiago, onde sempre contou com constrangimentos, para as novas instalações, passou de uma área de exposição de 428 m² a uma área de 1811 m². O novo museu passou a dispor de reservas, outras áreas técnicas, centro de documentação, auditório, cafetaria e loja.